# Avional
L’avional est un alliage d'aluminium extrêmement léger utilisé dans l’industrie aéronautique, composé d’aluminium et de cuivre (4,75 %), de magnésium (0,5 %) et de silicium (1,4). Sa résistance à la traction est d'environ 4,6 tonnes par centimètre carré et sa densité de 2,8.